# Hurghada
Hurghada (arab. الغردقة = Al-Ghardaka, Al Ghardaqah wym. egip. [el ɣæɾˈdæʔæ]) – miasto we wschodnim Egipcie, na wybrzeżu Morza Czerwonego, główny ośrodek administracyjny Prowincji Morza Czerwonego – jednej z 27 egipskich muhafaz (prowincji gubernatorskich), jeden z największych w Egipcie ośrodków turystycznych o znaczeniu międzynarodowym (Riwiera Morza Czerwonego).
Nazwa miasta pochodzi od czerwonych jagód krzewu (الغرقد أو الغردق) z rodzaju łużnik (Nitraria), z którego Beduini robią orzeźwiający napój.

## Historia
Hurghada powstała nad Zatoką Sueską z brytyjskiej osady poszukiwaczy ropy naftowej (od ok. 1913 r.) i początkowo odgrywała rolę osady rybackiej. W 1930 r. powstała osada mieszkaniowa dla pracowników Narodowego Instytutu Oceanografii i Rybołówstwa. Od wczesnych lat 80. XX w. po pokoju egipsko-izraelskim podpisanym w Camp David zaczęła się rozwijać jako międzynarodowy ośrodek turystyczny dzięki krajowym i zagranicznym inwestorom.
14 czerwca 2010 w okolicach miasta, prawdopodobnie z tankowca, nastąpił wyciek ropy. Wybrzeże zostało zanieczyszczone na długości ok. 20 kilometrów. W pięciu miejscach ropa uszkodziła rafy koralowe, zagrożony został również pobliski rezerwat przyrody morskiej.
W 2016 oraz ponownie w 2017 w Hurghadzie doszło po jednym ataku terrorystycznym, których celem byli tylko zagraniczni turyści. W ataku z 2016 zginęły dwie osoby, a sześć zostało rannych (w tym jedna z Polski). W 2017 zginęły dwie osoby, pięć zostało rannych. Sprawcami były osoby powiązane z tzw. Państwem Islamskim. Oba ataki były elementami szerszej strategii działania tej organizacji terrorystycznej, mającej przyczynić się do znacznego pogorszenia tamtejszej branży turystycznej – mającej duże znaczenie w egipskiej gospodarce.

## Geografia

### Położenie
Hurghada jest usytuowana ok. 500 km na południowy wschód od Kairu i rozciąga się wąskim pasem wzdłuż pustynnego wybrzeża Morza Czerwonego na długości około 40 km. W 2020 r. populacja miasta wynosiła 203 704 mieszkańców. W pobliżu kurortu znajdują się rafy koralowe.
W pobliżu Hurghady zlokalizowane są następujące miejscowości: Al-Dżuna, Szarm el-Naga, Makadi Bay, Sahl Hasheesh oraz Safadża.

### Dzielnice
Miasto składa się z kilku części, z których najważniejszymi są:
- Dahar (Ad-Dahar) – najstarsza część Hurghady, w której mieszczą się m.in. Kościół Koptyjski, największy bazar Hurghady, poczta i dworzec autobusowy
- Sakkala – nowsza niż Dahar, uznawana za centrum miasta, w południowej części dzielnica hoteli
- Village Road – najnowsza, południowa część, potocznie nazywana Mamshą; zabudowana hotelami, sklepami i restauracjami. Bardzo szybko się rozwija, tworząca praktycznie drugie centrum Hurghady
- Sahl Hasheesh – tuż za hotelem "Oberoi" w stronę Safadży; prywatne i ekskluzywne miasteczko, na podobieństwo Al-Dżuny
- Marina – najnowsza część Hurghady, wybudowana w 2007 r., na terenie której znajdują się kluby, restauracje, dyskoteka oraz port jachtowy

### Klimat
Hurghada leży w strefie klimatu subtropikalnego pustynnego. Opady występują sporadycznie i są bardzo skąpe. W najchłodniejszym miesiącu, styczniu, średnia temperatura powietrza w dzień wynosi ok. 22 °C. W najcieplejszym miesiącu, lipcu, średnia temperatura powietrza wynosi powyżej +36 °C. Między kwietniem a czerwcem wieje gorący, suchy i porywisty wiatr o nazwie chamsin. Występuje on od 4 do 6 razy i trwa do 3 dni. Chamsin wieje od terenów pustynnych nanosząc duże ilości pyłów, powoduje wzrost temperatury do ok. 40 °C i obniżenie wilgotności do ok. 10%.
| Miesiąc                              | Sty  | Lut  | Mar  | Kwi  | Maj  | Cze  | Lip  | Sie  | Wrz  | Paź  | Lis  | Gru  | Roczna |
| ------------------------------------ | ---- | ---- | ---- | ---- | ---- | ---- | ---- | ---- | ---- | ---- | ---- | ---- | ------ |
| Rekordy maksymalnej temperatury [°C] | 30   | 32   | 35   | 40   | 43   | 46   | 44   | 42   | 43   | 43   | 35   | 32   | 46     |
| Średnie temperatury w dzień [°C]     | 21.5 | 22.6 | 25.2 | 29.1 | 32.9 | 35.3 | 36.2 | 36.1 | 34.3 | 31.1 | 26.8 | 22.7 | 27,9   |
| Średnie dobowe temperatury [°C]      | 15.7 | 16.8 | 19.3 | 22.8 | 26.1 | 28.9 | 29.7 | 29.9 | 28.0 | 25.2 | 21.0 | 12.1 | 23,4   |
| Średnie temperatury w nocy [°C]      | 11.0 | 11.4 | 14.0 | 17.8 | 21.9 | 24.8 | 26.4 | 26.2 | 24.2 | 20.9 | 16.6 | 12.5 | 18,7   |
| Rekordy minimalnej temperatury [°C]  | 1    | 0    | 1    | 11   | 10   | 17   | 20   | 16   | 14   | 11   | 6    | 3    | 0      |
| Opady [mm]                           | 0.4  | 0.02 | 0.3  | 1    | 0.04 | 0    | 0    | 0    | 0    | 0.6  | 2    | 0.9  | 5,26   |
| Wilgotność [%]                       | 48   | 46   | 46   | 43   | 42   | 41   | 45   | 46   | 48   | 53   | 51   | 51   | 46,7   |
| Średnie usłonecznienie [h]           | 279  | 290  | 310  | 300  | 341  | 360  | 403  | 372  | 330  | 310  | 270  | 279  | 3844   |
| Źródło:                              |      |      |      |      |      |      |      |      |      |      |      |      |        |

## Gospodarka

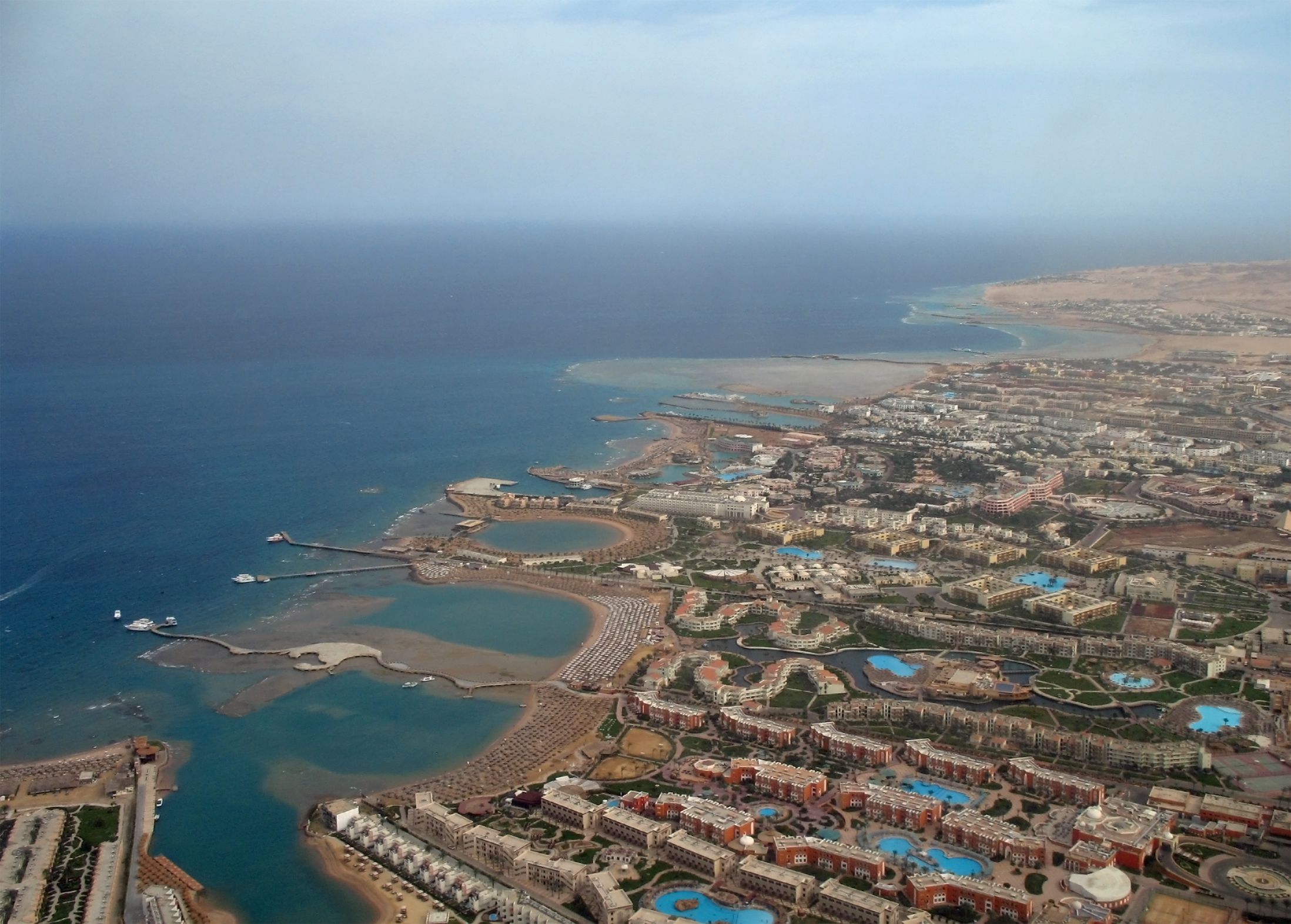
Widok na nadmorskie kompleksy hotelowe w południowej części Hurghady

W mieście rozwija się głównie turystyka, handel, budownictwo i inne usługi.

### Turystyka
Największym udział w lokalnej gospodarce ma turystyka krajowa i zagraniczna. Atrakcyjność turystyczna miasta wynika w szczególności z gorącego i suchego klimatu, bliskości licznych raf koralowych, a także ciepłych i czystych wód morskich umożliwiających uprawianie sportów wodnych.
Najpopularniejszymi miejscami do nurkowania są, znajdujące się nieopodal wybrzeża Hurghady, wody wokół małych bezludnych wysp Gota Abu Ramada, Dżaza’ir Dżiftun oraz Giftun Soraya. Na dnie znajdują m.in. wraki statków.
W 2020 r. powstało pierwsze muzeum w Hurghadzie, w sąsiedztwie hoteli Steigenberger Al Dau i Steigenberger Aqua Magic, obejmujące eksponaty od epoki przed dynastycznej aż do współczesności.

### Transport
Znajduje się tu także dworzec autobusowy (dzielnica Dahar) i międzynarodowy port lotniczy, obsługujący ok. 6 mln pasażerów rocznie, posiadający połączenia czarterowe m.in. z polskimi miastami (Katowice, Łódź, Poznań, Szczecin, Warszawa, Wrocław, Gdańsk, Kraków, Rzeszów i Bydgoszcz, Zielona Góra). 
Według Urzędu Lotnictwa Cywilnego liczba pasażerów obsłużonych na polskich lotniskach podróżujących do Hurghady rejsami czarterowymi w 2022 wyniosła 319 tys. osób.